# Улица Победы (Санкт-Петербург)
Улица Победы — улица в Московском районе Санкт-Петербурга. Проходит от Варшавской улицы до Бассейной улицы и южной оконечности Московского парка Победы, пересекая наискосок улицу Фрунзе и Московский проспект (место пересечения — площадь Братьев Стругацких).

## История

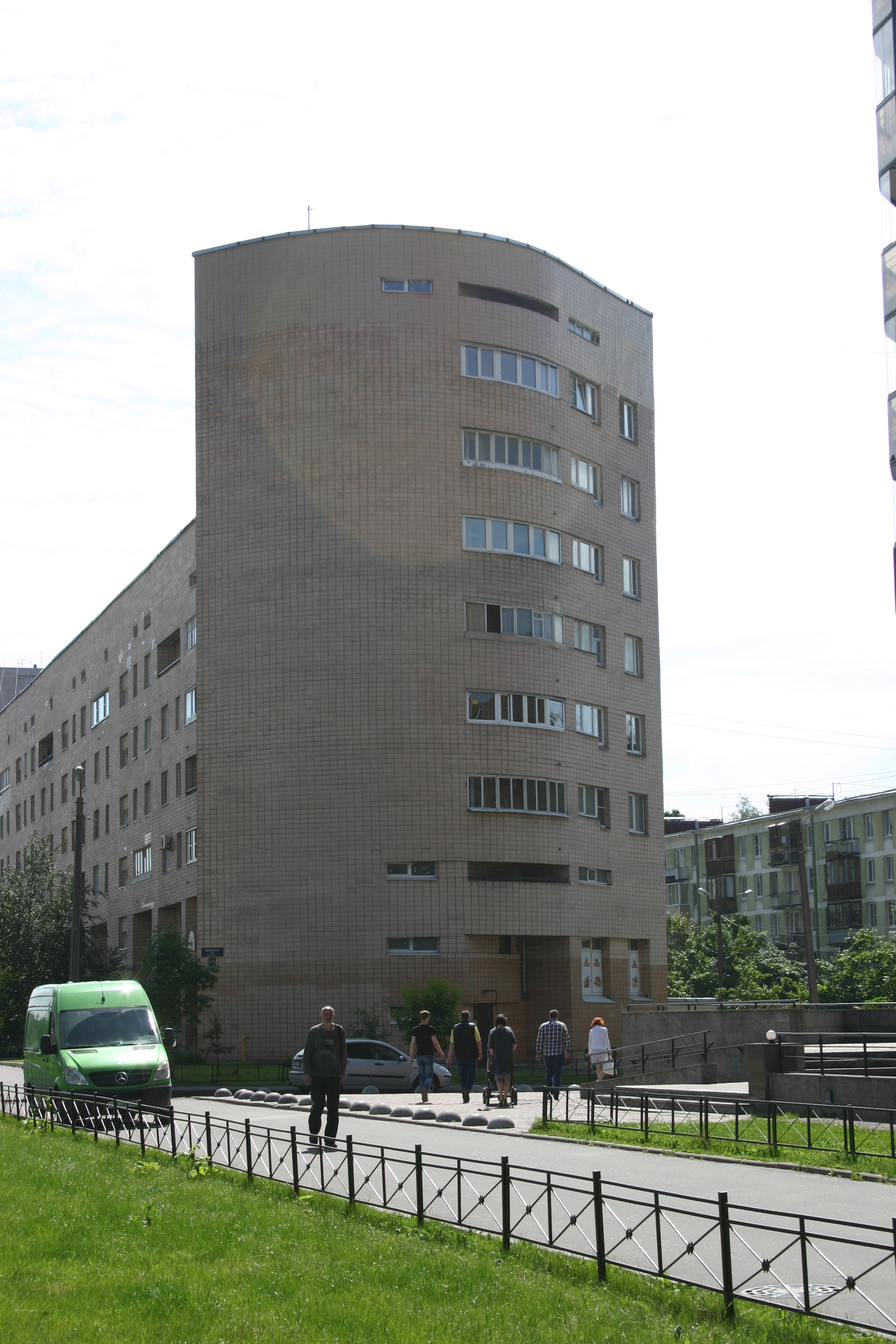
Угол дома № 51 корп.1 по Варшавской улице. Угол сделан под продолжение улицы Победы.

Улица была заложена в 1954 году и названа в ознаменование победы Советского Союза в Великой Отечественной войне.
Является малым отрезком предложенной генеральными планами Ленинграда 1935 и 1948 годов магистрали (проектное название - Дудергофский проспект), которая должна была пройти от истока Обводного канала до платформы Дачное и далее в направлении Дудергофа, прорезая северную площадь (ныне площадь Братьев Стругацких). Однако этот проект не был осуществлён, а в 1960-х годах участок между Варшавской улицей и площадью Конституции отдали под квартал хрущевок.

## Здания и достопримечательности

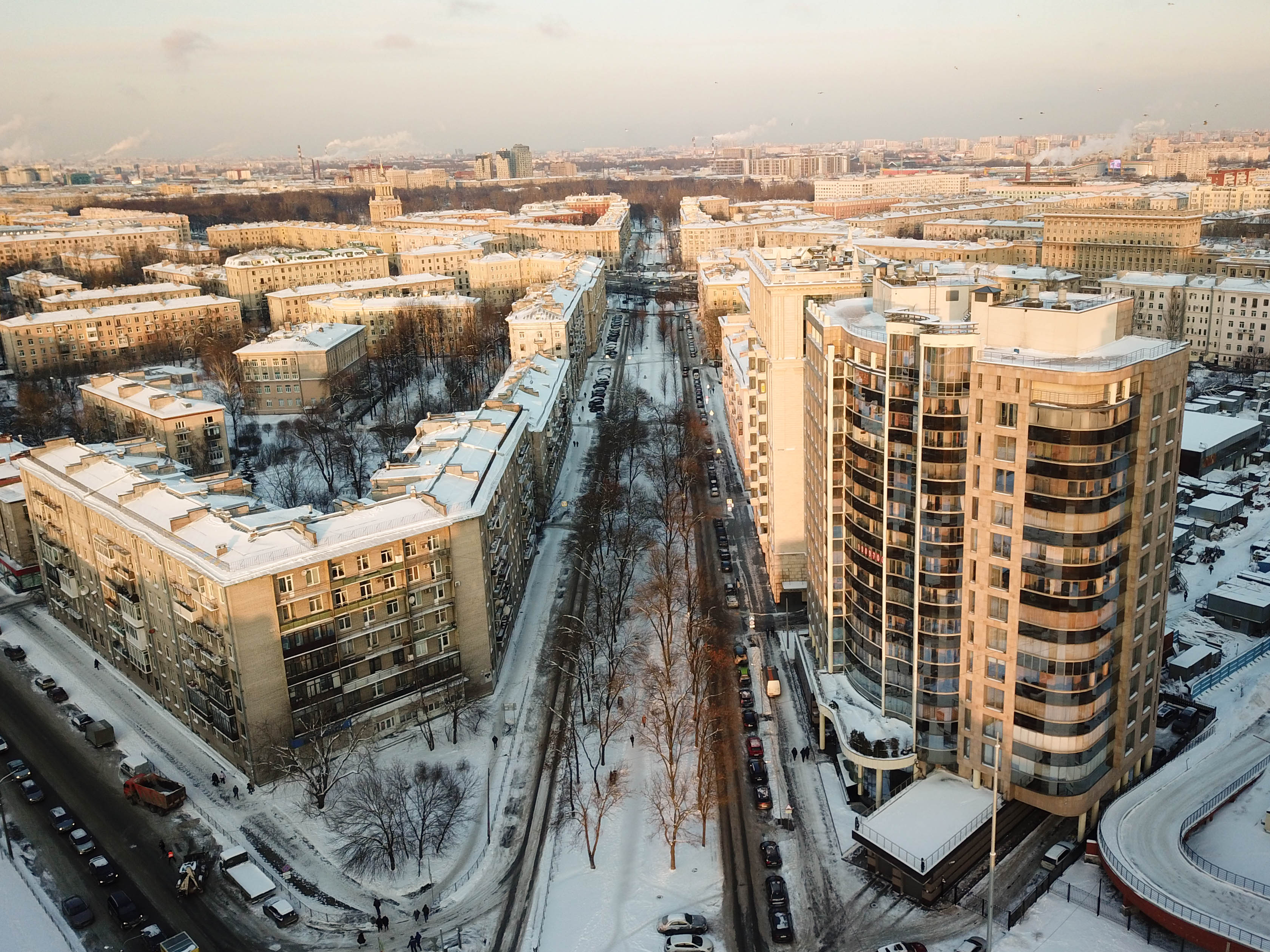
Вид с воздуха на улицу с её юго-западной части

### Характеристика застройки
Регулярная жилая застройка на улице Победы преимущественно представлена зданиями, построенными в 1950-х годах в стиле сталинского неоклассицизма.

### Дома по улице Победы
улица Победы, дом 4
«Первый кооперативный дом в Ленинграде», где находится музей-квартира братьев Стругацких (для публичного посещения недоступна). По словам Б. Стругацкого, здесь происходило действие повести «За миллиард лет до конца света».
улица Победы, дом 11
Жилой дом. Построен в 1950-х годах в стиле сталинского неоклассицизма.
улица Победы, дом 12
Жилой дом. Построен в 1950-х годах в стиле сталинского неоклассицизма.
улица Победы, дом 13
Жилой дом. Построен в 1950-х годах в стиле сталинского неоклассицизма.
улица Победы, дом 14
Годы постройки: Окончательно заселён в феврале 1952. Архитектор: Сваричевский Н. Г. Архитектурный стиль: сталинский неоклассицизм. В 1950-х годах была построена система жилых кварталов вдоль улиц Фрунзе, Победы и Бассейной по проекту Сваричевского Н. Г.
жилой дом на углу Московского проспекта и улицы Победы
Адрес: Московский проспект, дом 175, улица Победы, дом 15. Год постройки: 1937. Архитекторы: Оль А. А., Асс Л. Е., Гальнбек Л. И. Архитектурный стиль: сталинский неоклассицизм.
жилой дом на углу Московского проспекта и улицы Победы
Адрес: Московский проспект, дом 194, улица Победы, дом 16. Годы постройки: 1946—1953. Архитекторы: Г. А. Симонов, С. В. Васильковский, Б. Р. Рубаненко. Архитектурный стиль: сталинский неоклассицизм.
улица Победы, дом 16
Жилой дом. Год постройки: 1950. Архитектор: Симонов Г. А. Архитектурный стиль: сталинский неоклассицизм.
улица Победы, дом 20
Жилой дом. Годы постройки: 1952—1953. Архитектор: Эфроимович А. И. Архитектурный стиль: сталинский неоклассицизм.

## Известные жители
- Герой Советского союза лётчик Мусинский, Николай Степанович, дом. 7
- Писатель-фантаст Стругацкий, Борис Натанович (умер в 2012 году), певица Понаровская, Ирина Витальевна — жильцы дома № 4[2].

## Инфраструктура

### Учебные заведения
- ГДОУ детский сад № 101 Московского района, компенсирующего вида[8].

Адрес: улица Победы, дом 7. Телефон/факс: 812 373 3436
- ГОУ средняя общеобразовательная школа № 594 Московского района, СДЮСШОР № 2[9].

Адрес: улица Победы, дом 10. Телефон/факс: 812 371 0058
- ГДОУ детский сад № 2 Московского района[10].

Адрес: улица Победы, дом 21. Телефон: 812 388 4888

### Транспорт
- Парк Победы

Движение общественного транспорта по улице отсутствует. Ближайшие остановки общественного транспорта располагаются на Московском проспекте:
- Трамвай: № 29, 45
- Автобус: № 3, 16, 26, 50, 226, 281[11]

## Галерея

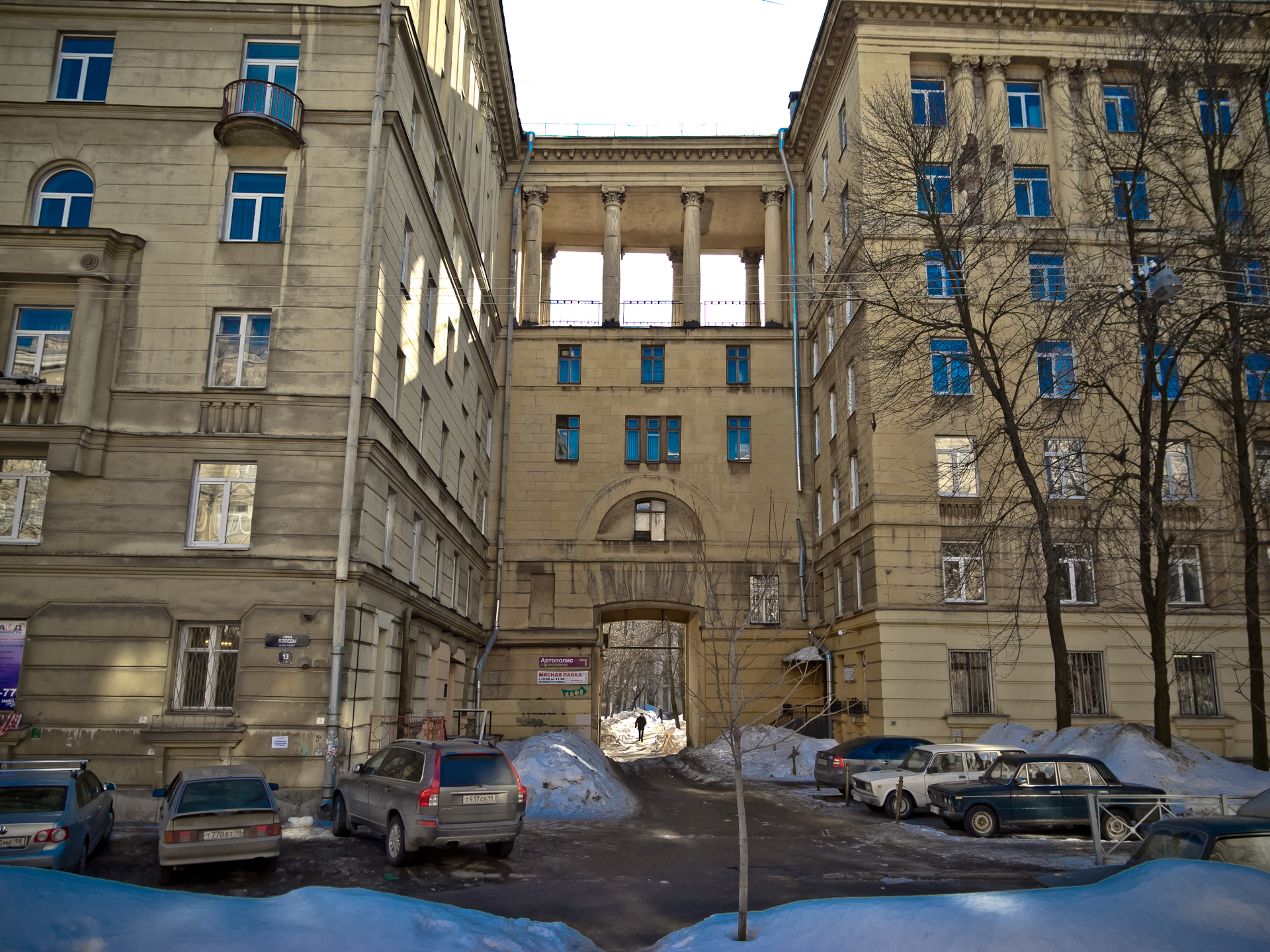
Улица Победы, дом № 11, фрагмент
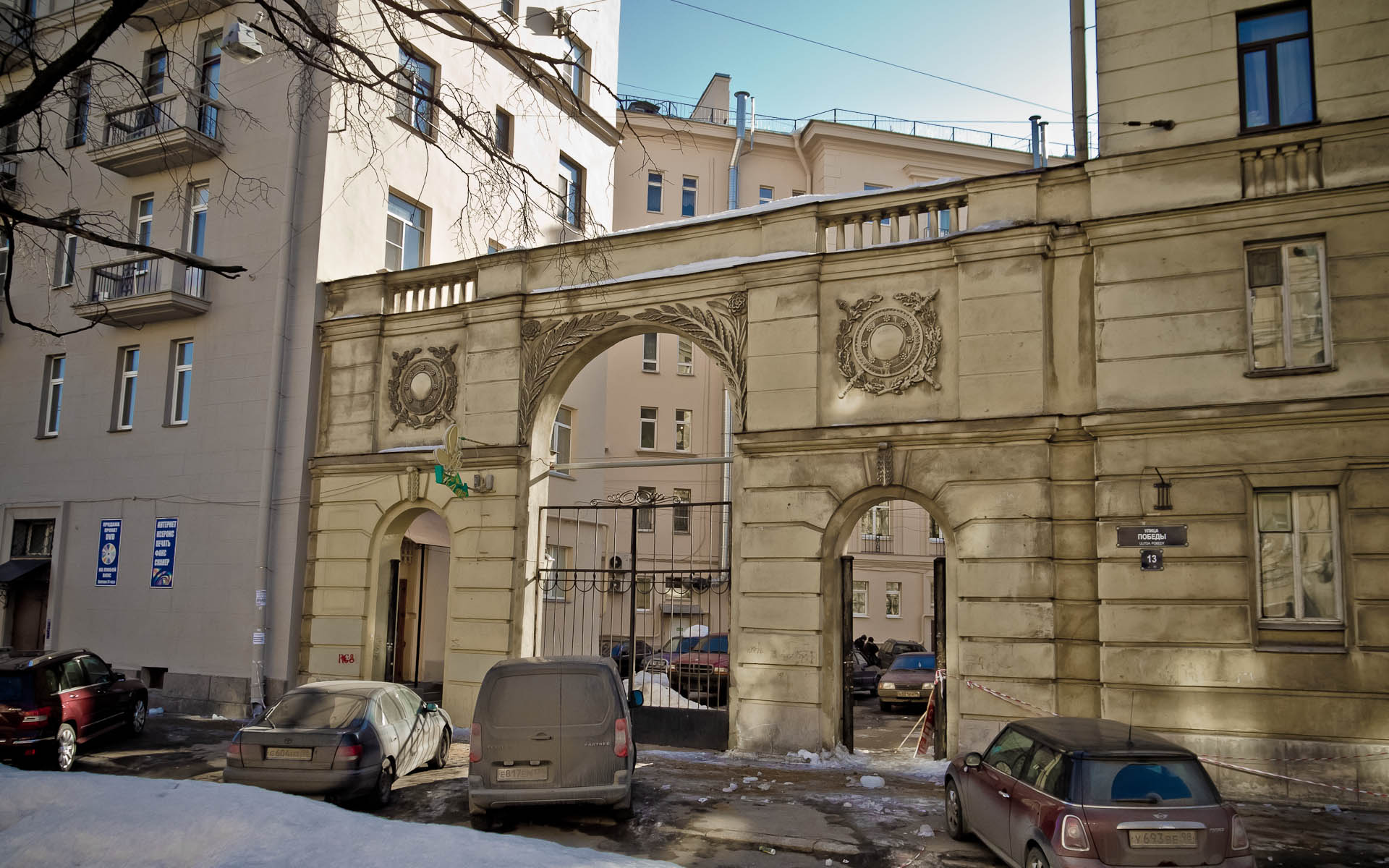
Улица Победы, дом № 13, ворота во двор
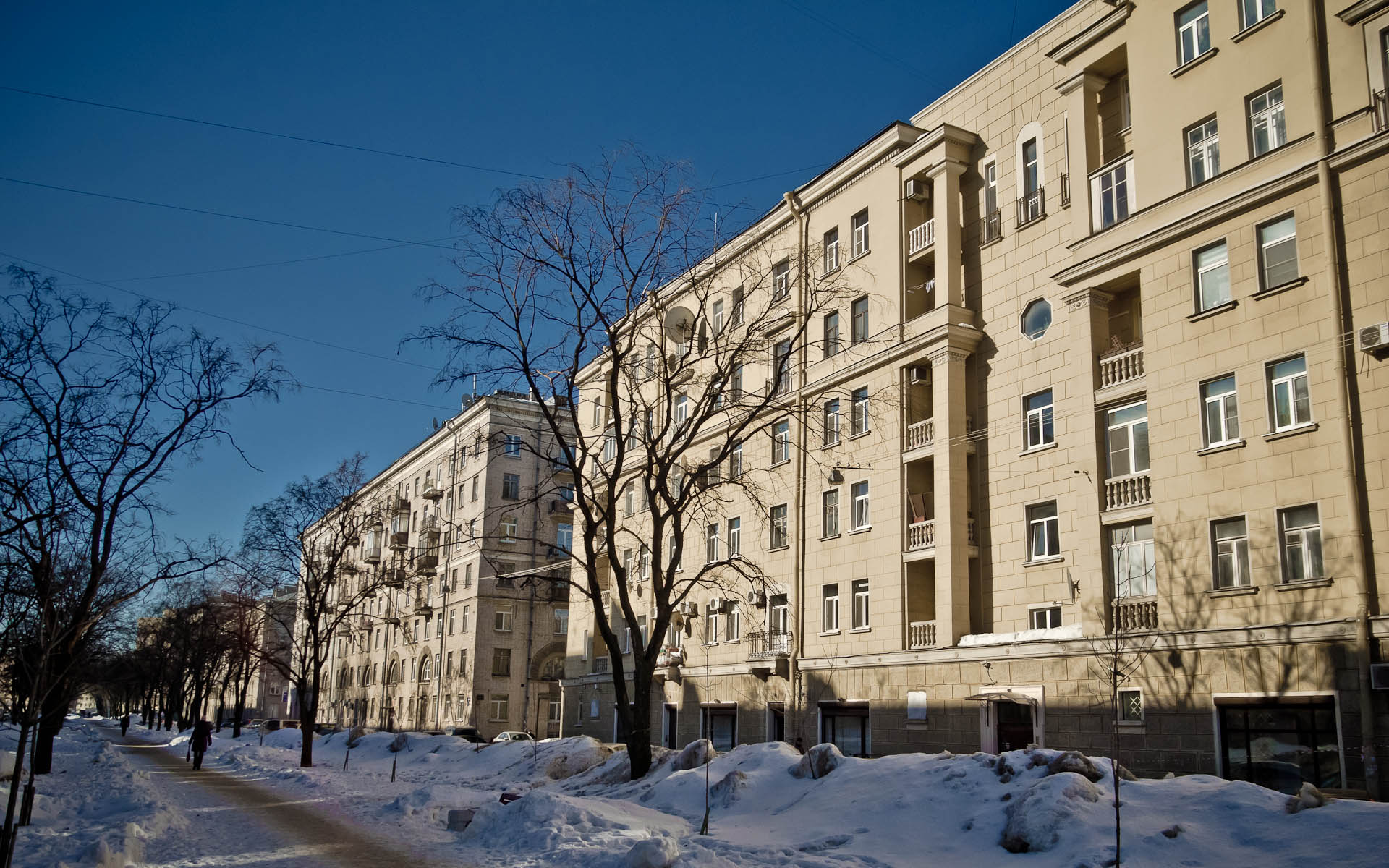
Улица Победы, дома № 14 (на переднем плане) и 8
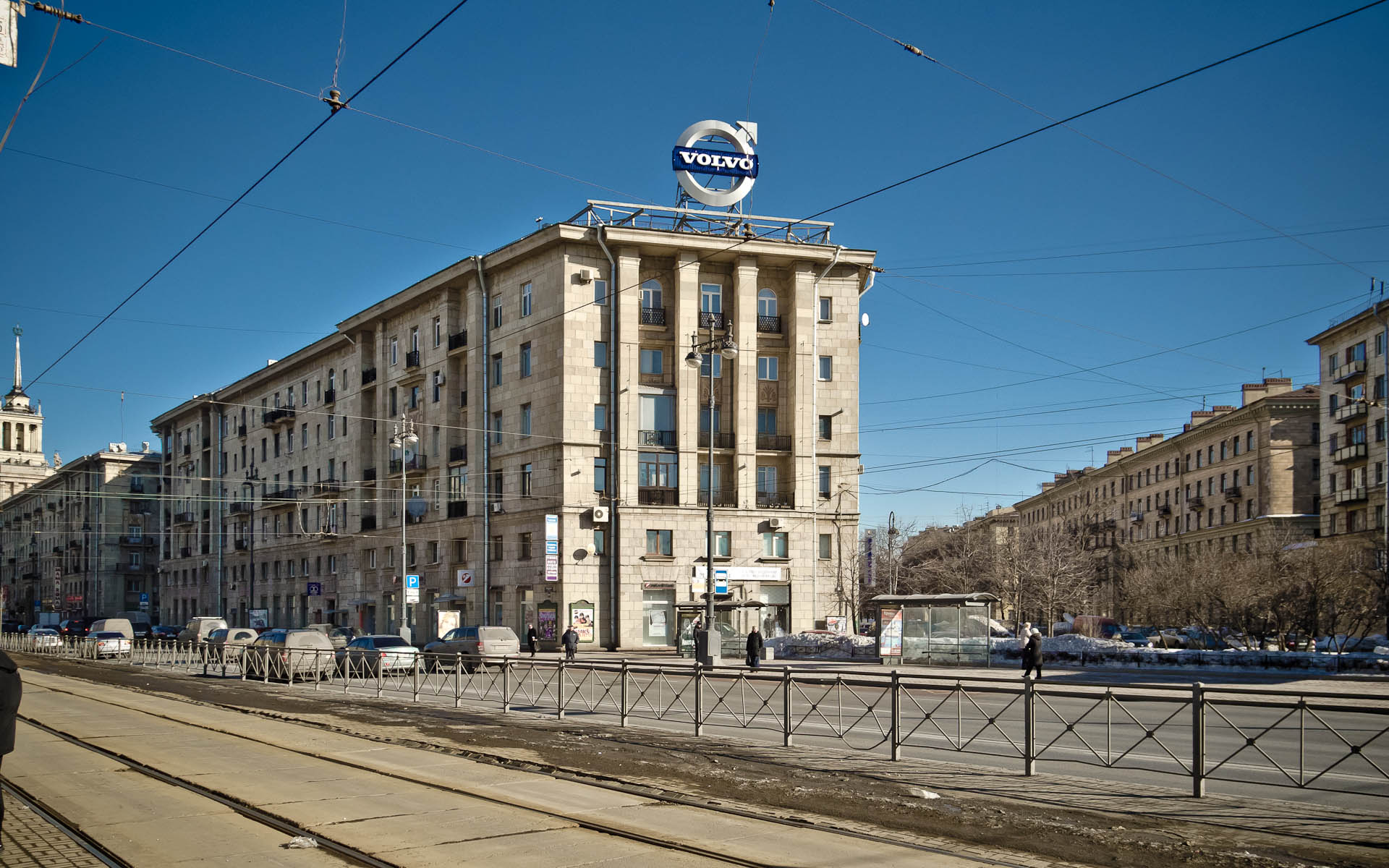
Московский проспект, дом № 194, улица Победы, дом 16
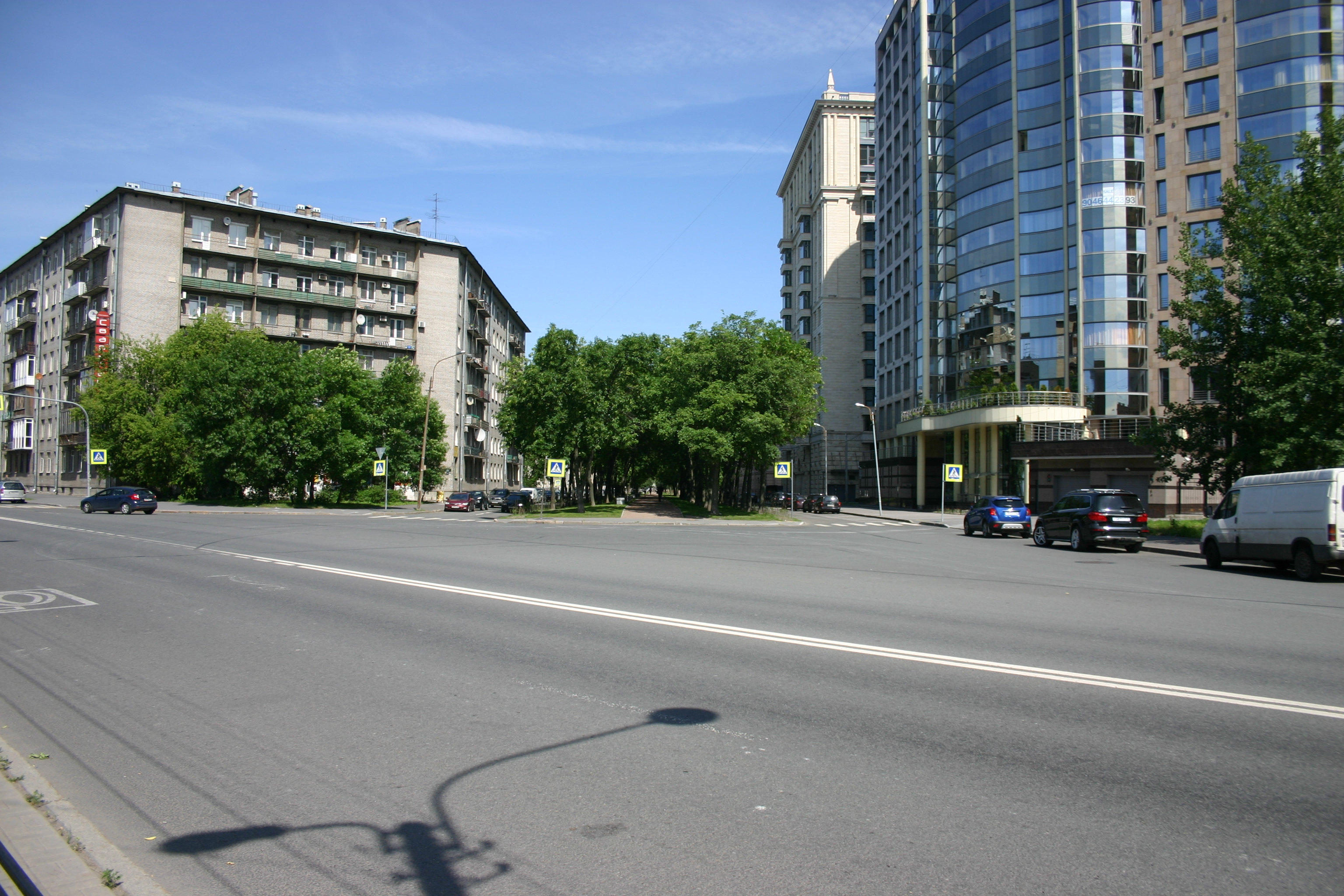
Створ улицы Победы со стороны Варшавской улицы
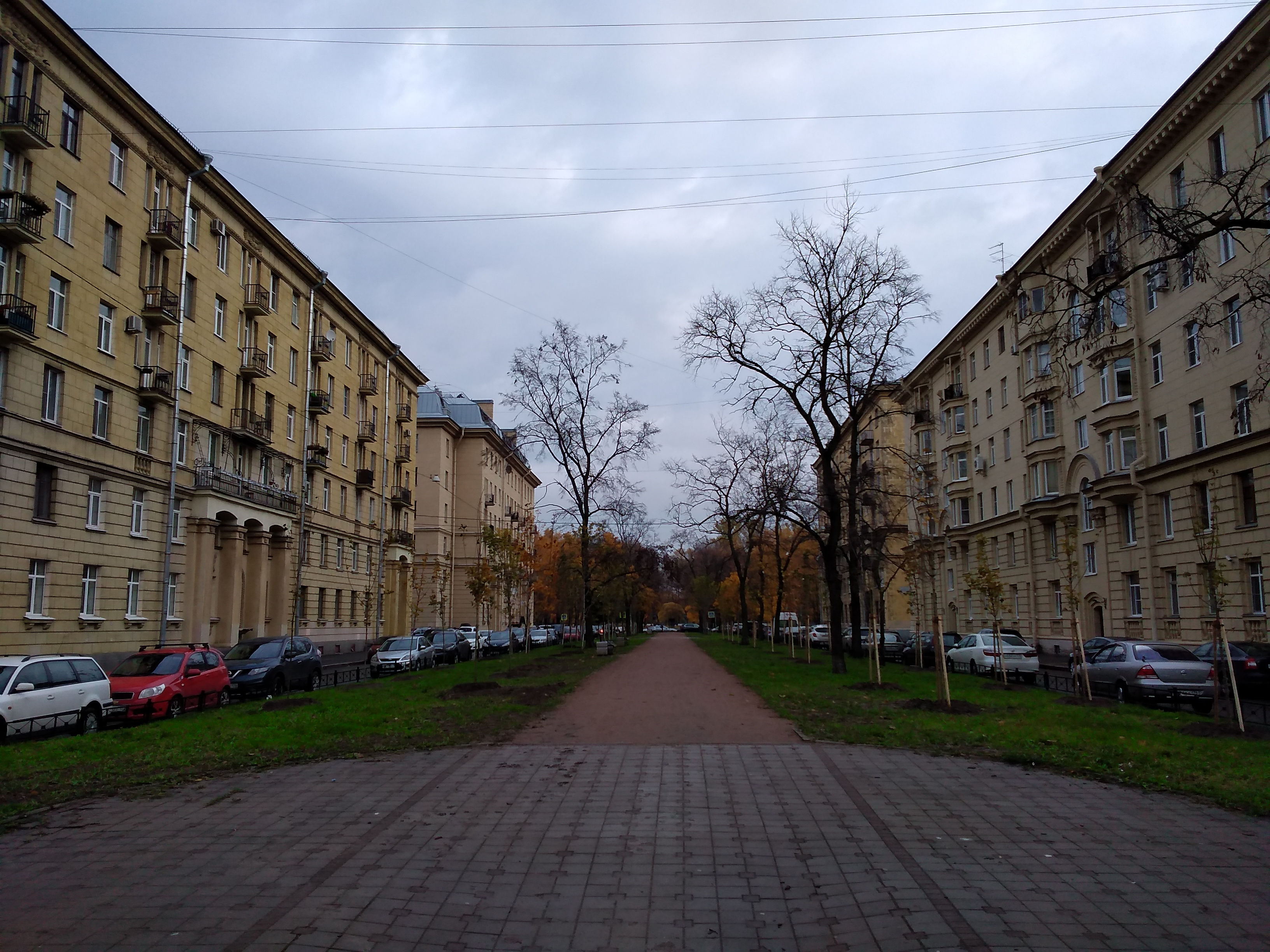
Вид в сторону Московского парка Победы
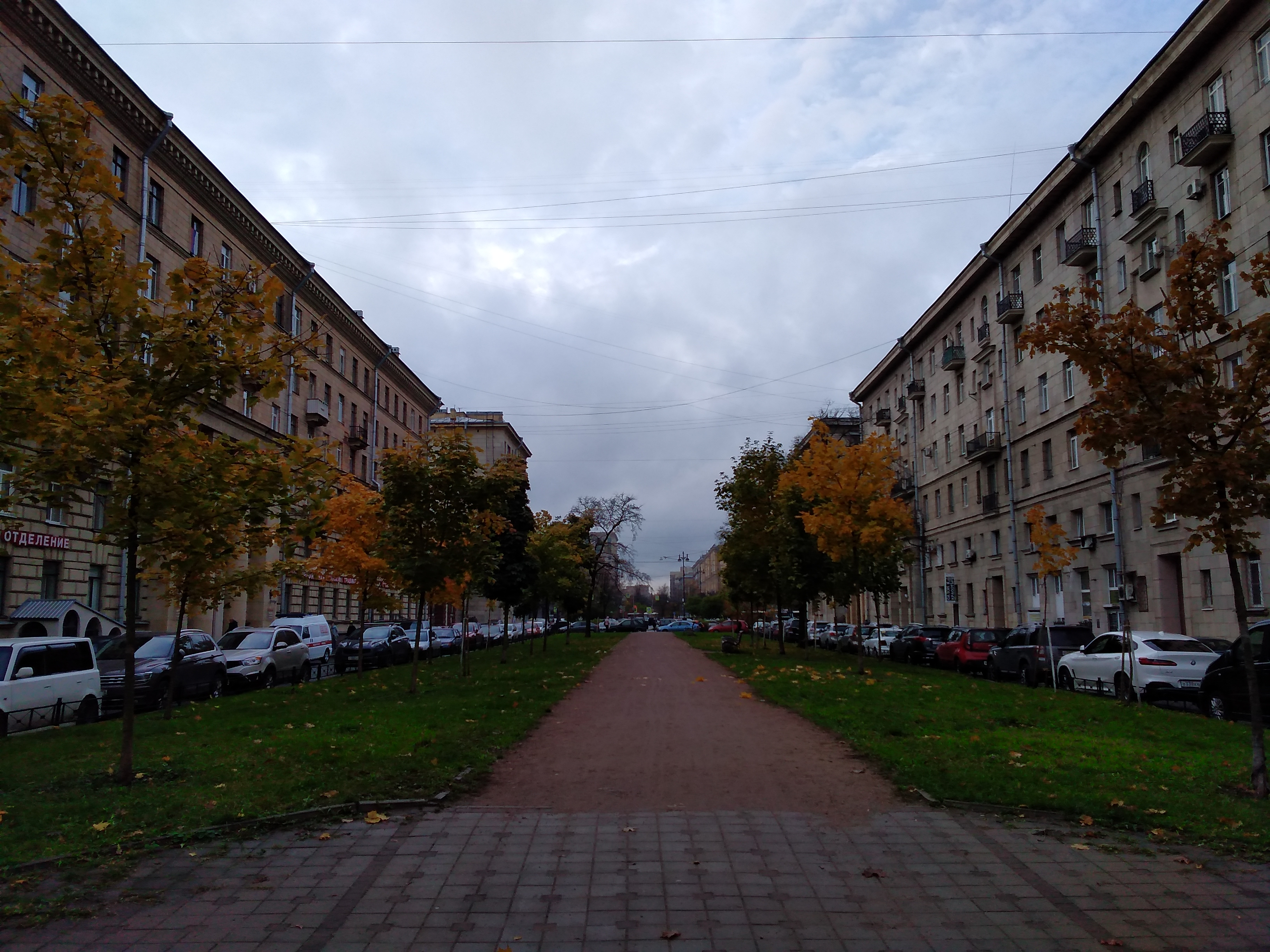
Вид от Парка Победы в сторону Московского проспекта